# 新平溪煤礦博物園區
新平溪煤礦博物園區，是位於台灣新北市平溪區的博物館，該園區系統以新平溪煤礦與周圍建築群、歷史建築構成，以致力於當地台灣煤礦產業人文遺產的保存與教育推廣及相關資料為主題。園區內並設置有一處模擬礦坑。

## 歷史
新平溪煤礦礦場位於新北市平溪鄉十分寮、石底、基隆市暖暖東勢坑等地區域，最初是於西元1965年1月由臺陽礦業正式開坑，1967年1月開始生產煤礦，礦口約深1283公尺。後於1978年8月正式由臺陽礦業公司改制為新平溪煤礦公司。
1985年，新平溪煤礦的經營採礦權被售予龔詠滄，然而隨著煤礦開採成本已經過高及與進口煤競爭，1997年，新平溪煤礦而停止開採，後在龔詠滄仍積極保留開採權，於2002年成立台灣煤礦博物館，並於同年獲當時的文建會頒訂為地方文化館。並以將台灣煤礦業相關文物、史料、器具等規畫後生態園區，於2006年後開始針對新平溪煤礦坑內進行規劃修復計畫與坑內修復。
2011年，台灣煤礦博物館由龔詠滄之子龔俊逸作為總經理接手經營，並在2012年12月2日，因為經營形式改變，園區改名為新平溪煤礦博物園區。並在近年多次與地方博物館整合協作平臺計畫，包括與猴硐礦工文史館、菁桐礦業生活館與李梅樹紀念館、文化部文化資產局舉辦在地煤礦展示、文化特展與教育活動，作為推動台灣煤礦文化資產保存活化。
2016年10月，新平溪煤礦博物園區與日本田川市石炭歷史博物館締約為友好館舍，每年舉辦台日煤礦文史交流展。
2024年12月，登錄為新北市歷史建築。

## 園區設施
新平溪煤礦博物園區系統目前保存多處展示間及歷史遺跡，其主題以「展現新平溪礦業舊日生活全貌與保存台灣煤礦特有的文化資產」為基本，展示新平溪煤礦的文史記錄、歷史文物，如礦業料圖表、礦工裝備、並以整合周邊附屬空間以提升旅遊價值。
主園區設施群包括：
- 礦業展覽室（原電車維修室）
- 電氣化運煤鐵路及礦車軌道[10]
- 模擬坑道
- 礦工配備展示區、翻車台、輸送帶
- 安全訓練坑道
- 山下煤礦卸煤場
- 煤礦坑口[11]與內部設施、文物（第一聯絡道風坑[12]、第二聯絡道風坑[13]
- 新平溪煤礦坑木儲放地[14]
- 舊礦工宿舍群[15]

## 圖片集

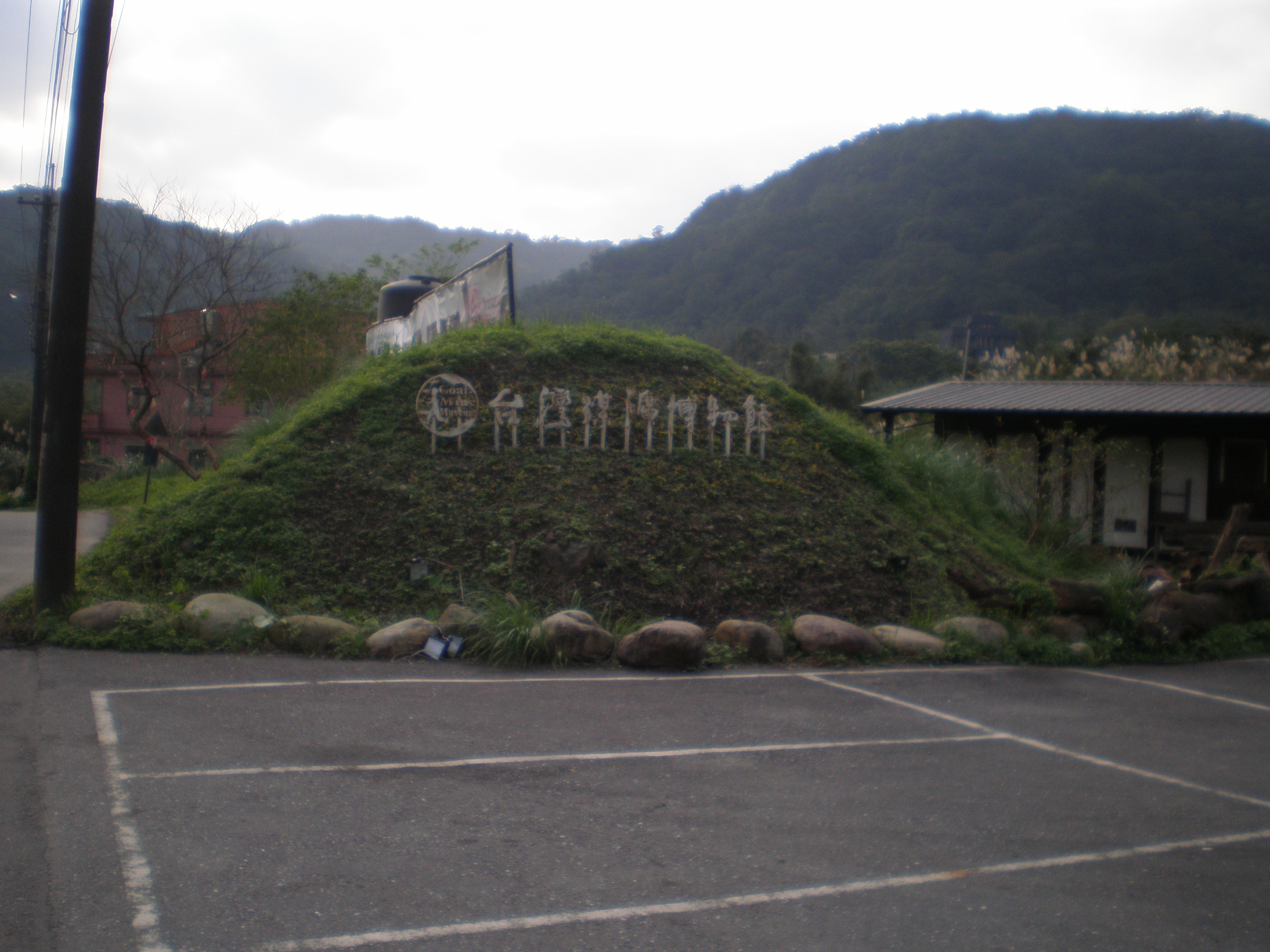
入口。
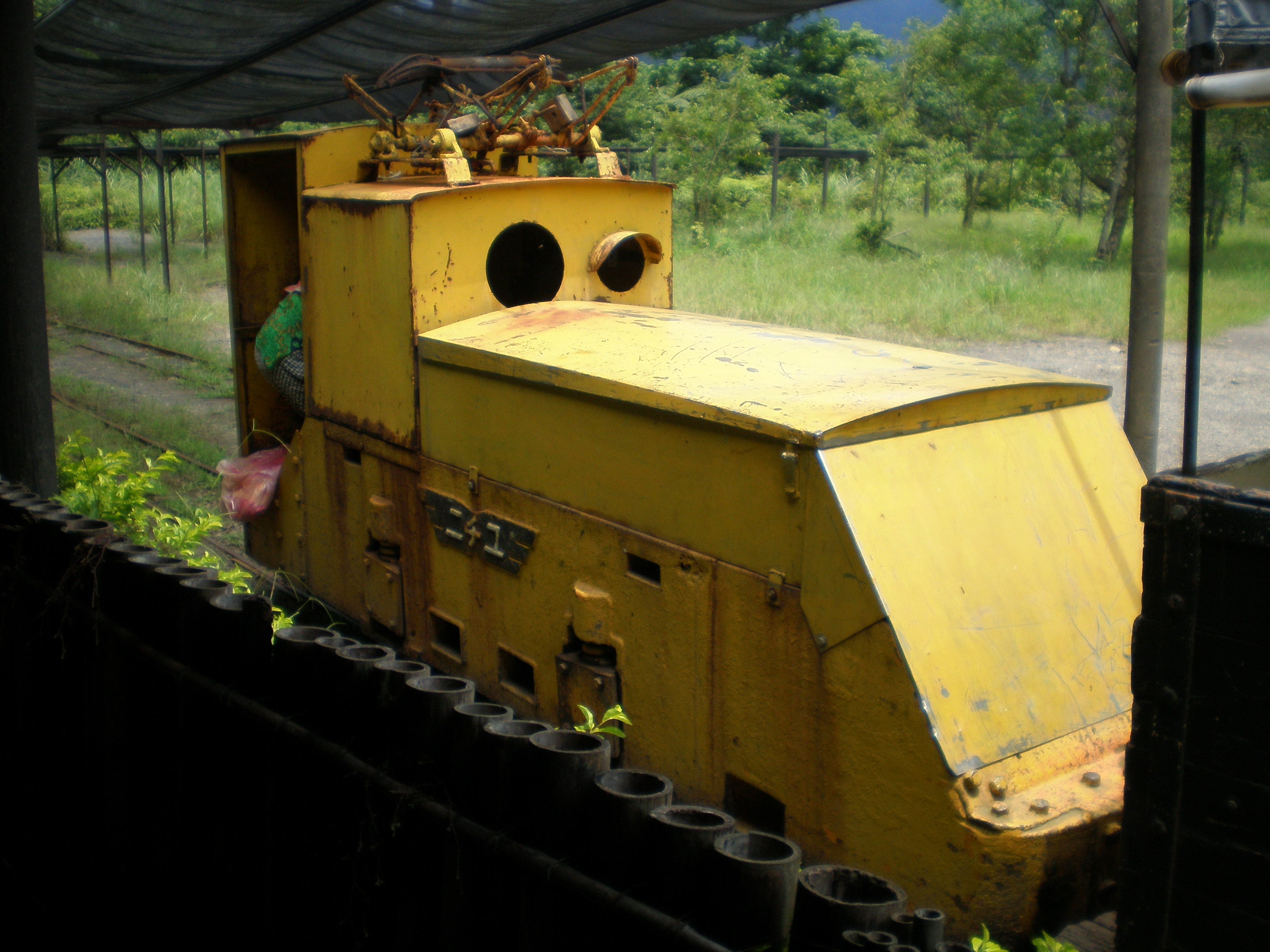
新平溪煤礦的「獨眼小僧」（日語：一つ目小僧）電力機車。
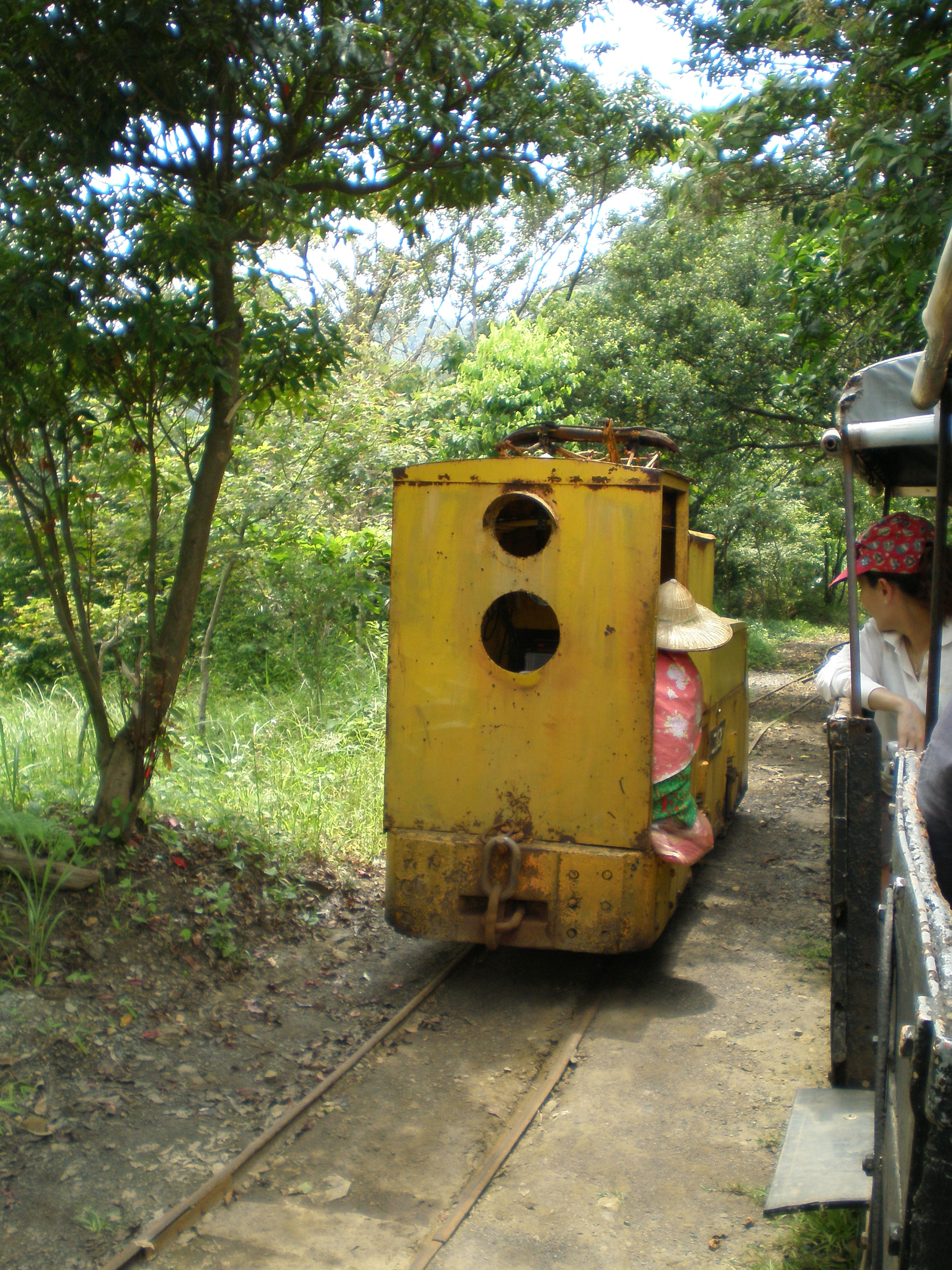
「獨眼小僧」電力機車短端。

## 外部連結
- 官方網站 （页面存档备份，存于）
- 官方Facebook